# Amy Tan

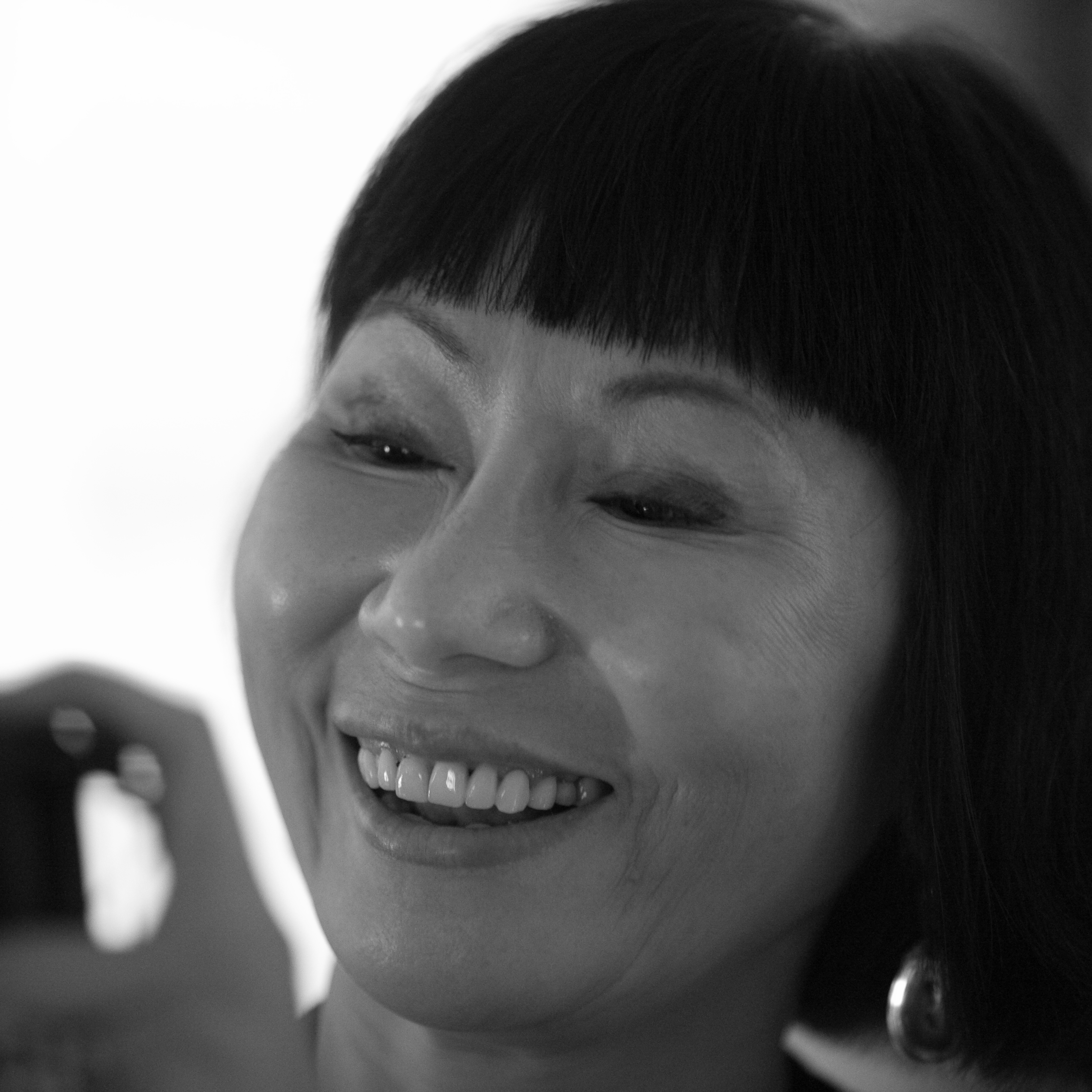
Amy Tan

Amy Tan (n. 19 februarie 1952) este o scriitoare americană.
A publicat: Soția zeului bucătăriei (1991), Cele o sută de simțuri secrete (1998) și Fiica tămăduitorului de oase (2001). A fost co-producătoare și co-scenaristă a filmului Clubul norocoaselor, ecranizarea romanului său cu același nume.
La Editura Polirom au apărut romanele Clubul norocoaselor, Fiica tămăduitorului de oase, Cele o sută de simțuri secrete, Soția zeului bucătăriei și Salvând peștii de la înec.